# ألان بيرسون
ألان بيرسون (بالإنجليزية: Alan Pierson) هو موزع أمريكي، ولد في 12 مايو 1974 في شيكاغو في الولايات المتحدة.

## وصلات خارجية
- ألان بيرسون على موقع ميوزك برينز (الإنجليزية)
- ألان بيرسون على موقع أول ميوزيك (الإنجليزية)
- ألان بيرسون على موقع ديسكوغز (الإنجليزية)